# (3553) Mera
(3553) Mera ist ein Asteroid vom Amor-Typ, der am 14. Mai 1985 von C. S. Shoemaker am Mount Palomar entdeckt wurde.
Der Asteroid wurde nach einer Tochter des Lokros aus der griechischen Mythologie benannt.